# Circondario di Eichstätt
Il circondario di Eichstätt è uno dei circondari dello stato tedesco della Baviera.
Fa parte del distretto governativo dell'Alta Baviera.

## Città e comuni
(Abitanti il 31 dicembre 2023)
| Comuni del circondario | Città 1. Beilngries (10 282) 2. Eichstätt, (grande città circondariale), (13 867) Comuni-mercato 1. Altmannstein (7 165) 2. Dollnstein (2 939) 3. Gaimersheim (12 436) 4. Kinding (2 499) 5. Kipfenberg (5 992) 6. Kösching (9 994) 7. Mörnsheim (1 603) 8. Nassenfels (2 338) 9. Pförring (4 114) 10. Titting (2 685) 11. Wellheim (2 720) | Comuni 1. Adelschlag (3 087) 2. Böhmfeld (1 713) 3. Buxheim (3 741) 4. Denkendorf (5 060) 5. Egweil (1 222) 6. Eitensheim (3 042) 7. Großmehring (7 621) 8. Hepberg (3 047) 9. Hitzhofen (3 053) 10. Lenting (4 976) 11. Mindelstetten (1 837) 12. Oberdolling (1 369) 13. Pollenfeld (3 123) 14. Schernfeld (3 336) 15. Stammham (4 246) 16. Walting (2 369) 17. Wettstetten (5 089) |